# Strada maestra M-2 (Montenegro)
La strada maestra M-2 (in montenegrino Magistralni put M-2) è una delle strade maestre del Montenegro. Oltre il confine serbo continua come strada statale 23.

## Percorso
La strada maestra M-2 è definita dai seguenti capisaldi d'itinerario: "Castellastua (incrocio con la M-1) - Sotonići - Virpazar 1 (incrocio con la M-1.1) - Virpazar 2 (incrocio con la R-15) - Golubovci (circonvallazione) - Podgorica 1 (incrocio con la M-3) - Podgorica 2 (incrocio con la M-4) - Bioče (incrocio con la R-13) - Mioska (incrocio con la R-21) - Kolašin (incrocio con la R-13) - Mojkovac (incrocio con la R-10) - Slijepač Most (incrocio con la R-11) - Ribarevina (incrocio con la M-5) - Bijelo Polje (circonvallazione) - confine serbo di Barski Most."